# 桑旦顶寺
桑旦顶寺，位于西藏自治区拉萨市林周县强嘎乡，是一座藏传佛教寺院。

## 简介
桑旦顶寺位于西藏自治区拉萨市林周县强嘎乡，为藏传佛教寺院。
2012年，该寺的僧人扎西尼玛被评为西藏自治区爱国守法先进僧尼。